# Chalcostigma
Chalcostigma (doornsnavels) is een geslacht van vogels uit de familie kolibries (Trochilidae) en de geslachtengroep Lesbiini (komeetkolibries). Er zijn vijf soorten:

## Soorten
- Chalcostigma herrani  – Regenboogdoornsnavel
- Chalcostigma heteropogon  – Bronsstaartdoornsnavel
- Chalcostigma olivaceum  – Olijfkleurige doornsnavel
- Chalcostigma ruficeps  – Roodkruindoornsnavel
- Chalcostigma stanleyi  – Blauwmanteldoornsnavel